# Grevillea baueri
Grevillea baueri är en tvåhjärtbladig växtart. Grevillea baueri ingår i släktet Grevillea och familjen Proteaceae.

## Underarter
Arten delas in i följande underarter:
- G. b. asperula
- G. b. baueri